# Mishima-shuku (Tōkaidō)
Mishima-shuku (jap. 三島宿 Mishima-shuku) – jedenasta z 53 stacji szlaku Tōkaidō, położona w obecnym mieście Mishima w prefekturze Shizuoka. Mishima była jedyną shukubą w prowincji Izu.

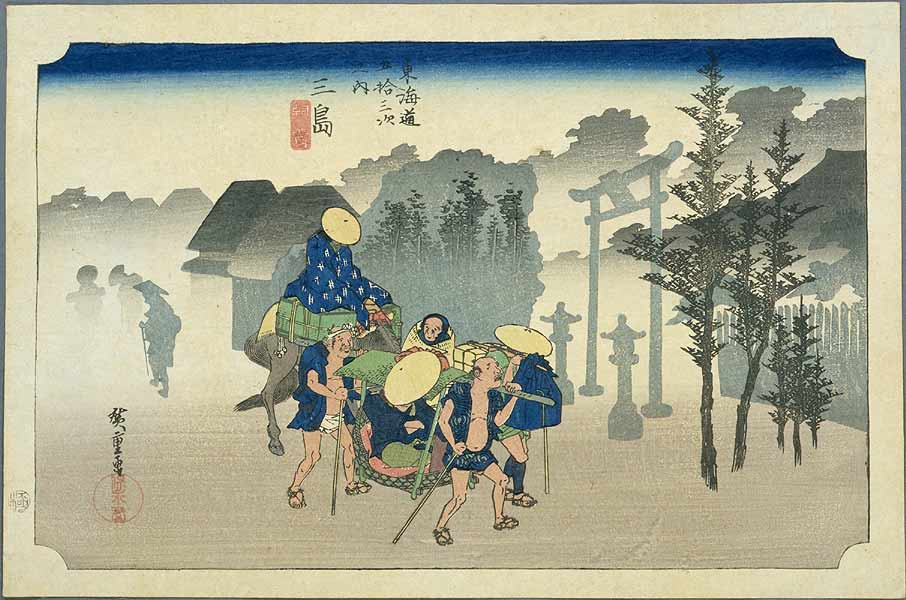
Stacja w latach 30. XIX wieku, Hiroshige Andō

Ponieważ z góry Fudżi spływała woda do miasta, miejscowość nazywana była "Stolicą Wody".